# Choi Jung-in
Choi Jung-in (en hangul 최정인; 7 de diciembre de 1980) es una cantante surcoreana. Formó parte del grupo de cinco miembros G.Fla hasta su disolución después de tres años de actividad. Su primer álbum From Andromeda se publicó el 11 de marzo de 2010. El 5 de abril publicó Melody Remedy.

## Carrera
Debutó en una colaboración con Leessang para la canción Rush. Más tarde se unió al grupo R&B G.Fla, cuyos otros cuatro componentes eran Geol, Jung Soo-young, Jung Hee-young y Kim Ji-in. En 2004, G.Fla editó su primer álbum, Groove Flamingo (16 de septiembre). El último álbum del grupo, 음악하는 여자, se publicó el 5 de septiembre de 2007.

## Vida personal
Choi Jung-in está casada con el cantante Jo Jung-chi. Su primer hijo, una niña, nació en febrero de 2017. Ambos estuvieron en el reparto de The Return of Superman en mayo de 2018. El segundo hijo de la pareja, un niño, nació el 13 de diciembre de 2019.

## Discografía

### Larga duración
| Título                 | Detalles del álbum                                                                         | Clasificación | Ventas       |
| Título                 | Detalles del álbum                                                                         | KOR           | Ventas       |
| ---------------------- | ------------------------------------------------------------------------------------------ | ------------- | ------------ |
| From Andromeda         | - Publicación: 11 de marzo de 2010 - Etiqueta: Mystic89 - Formatos: CD, descarga digital   | 6             | [Sin datos]  |
| Melody Remedy          | - Publicación: 5 de abril de 2011 - Etiqueta: Mystic89 - Formatos: CD, descarga digital    | 8             | - KOR: 1,945 |
| Geuni (그니)           | - Publicación: 12 de marzo de 2013 - Etiqueta: Mystic89 - Formatos: CD, descarga digital   | 15            | - KOR: 1,054 |
| Autumn Lady (가을여자) | - Publicación: 17 de octubre de 2013 - Etiqueta: Mystic89 - Formatos: CD, descarga digital | 28            | - KOR: 626   |
| Rare                   | - Publicación: 26 de enero de 2016 - Etiqueta: Mystic89 - Formatos: CD, descarga digital   | 25            | - KOR: 550   |

### Sencillos
| Título                                                                     | Año          | Clasificación | Álbum                      |
| Título                                                                     | Año          | KOR           | Álbum                      |
| Como solista                                                               | Como solista | Como solista  | Como solista               |
| -------------------------------------------------------------------------- | ------------ | ------------- | -------------------------- |
| "I Hate You" (미워요)                                                      | 2010         | 9             | From Andromeda             |
| "Rainy Season" (장마)                                                      | 2011         | 26            | Melody Remedy              |
| "345 pm"                                                                   | 2012         | —             | no forma parte de un álbum |
| "Those Obvious Words" (그 뻔한 말)                                         | 2013         | 13            | Geuni                      |
| "Autumn Man" (가을남자)                                                    | 2013         | 30            | Autumn Lady                |
| "UUU"                                                                      | 2016         | 31            | Rare                       |
| "Difference" (달라요)                                                      | 2018         | —             | no forma parte de un álbum |
| "Deep Love" (사랑 그 깊은 곳)                                              | 2019         | 181           | no forma parte de un álbum |
| "Unspeakable" (어떻게 해야 할까요)                                         | 2021         | —             | no forma parte de un álbum |
| "Hardcore Life" (하드코어 인생아)                                          | 2021         |               | no forma parte de un álbum |
| Colaboraciones                                                             |              |               |                            |
| "Dawn" (새벽길) con No Young-shim, Jeong Jae-il                            | 2010         | —             | no forma parte de un álbum |
| "Can You Hear Me?" (들리나요) con Park Shin-yang                           | 2010         | —             | Road For Hope              |
| "The Dream of Be a Green Star" (초록별의 노래) con Lee Hyun-woo, Danny Ahn | 2011         | —             | no forma parte de un álbum |
| "Uphill Road" (오르막길) con Yoon Jong-shin                                | 2012         | 41            | His Walk of Life 2012      |
| "Your Scent" (사람냄새) con Gary                                           | 2014         | 1             | no forma parte de un álbum |
| "Bicycle" (자전거) con Gary                                                | 2014         | 6             | no forma parte de un álbum |
| "Town Bar" (동네술집) con Huh Gak                                          | 2015         | 5             | no forma parte de un álbum |
| "The Coldness" (추위) con Yoon Jong-shin                                   | 2017         | 84            | His Walk of Life 2017      |
| "Love Me" (날 사랑해요) con Yezi                                           | 2018         | —             | no forma parte de un álbum |
| "Attention" con Eden                                                       | 2018         | —             | no forma parte de un álbum |
| "Every Day By Your Side" (그대 곁에 매일) con Xbf feat.Gaeko               | 2020         | —             | no forma parte de un álbum |
| Como artista invitada                                                      |              |               |                            |
| "Rush" de Leessang feat. Jung-in                                           | 2002         | [Sin datos]   | Leessang Of Honey Family   |
| "Fly High" de Leessang feat. Jung-in, Hareem                               | 2003         | [Sin datos]   | Jae,Gyebal                 |
| "Leessang Blues" de Leessang feat. Jung-in                                 | 2003         | [Sin datos]   | Jae,Gyebal                 |
| "Go Back" de Dynamic Duo feat. Jung-in                                     | 2005         | [Sin datos]   | Double Dynamite            |
| "Champion" de Leessang feat. Jung-in                                       | 2009         | [Sin datos]   | Baekajeolhyeon             |
| "Drivin" de Steady-B feat. Jung-in, b-soap, The Quiett                     | 2009         | [Sin datos]   | Take My Ride               |
| "Goodbye" (잘 지내) de Giant Pink feat. Jung-in                            | 2018         | —             | no forma parte de un álbum |
| "—" señala que no entró en listas.                                         |              |               |                            |

### Bandas sonoras
| Título                                                                            | Año  | Clasificación | Álbum                            |
| Título                                                                            | Año  | KOR           | Álbum                            |
| --------------------------------------------------------------------------------- | ---- | ------------- | -------------------------------- |
| «What To Do?» (어떡해)                                                            | 2012 | 49            | 12 Signs of Love OST             |
| «As Life Goes On» (살다가보면)                                                    | 2014 | 26            | High School King of Savvy OST    |
| «Actually» (사실은 내가)                                                          | 2015 | 36            | Yong-pal OST                     |
| «Believe In A Miracle» (기적을 믿나요)                                            | 2017 | —             | Avengers Social Club OST         |
| «Coincidence» (우연처럼)                                                          | 2018 | —             | Should We Kiss First? OST        |
| «Comfort» (위로)                                                                  | 2018 | —             | Your Honor OST                   |
| «Love Poem» (순애보)                                                              | 2019 | —             | Haechi OST                       |
| «The End»                                                                         | 2019 | —             | Confession OST                   |
| «Twinkle» (반짝)                                                                  | 2020 | —             | Sweet Munchies OST               |
| «Thank you and sorry» (Prod.By Park Geun-tae) (너라서 고마웠고 나여서 미안했다고) | 2020 | —             | Zombie Detective OST             |
| «Love Song» (연가)                                                                | 2021 | —             | Bossam: Steal the Fate OST       |
| «Find The Way»                                                                    | 2021 | —             | The Road: The Tragedy of One OST |
| «What If»                                                                         | 2022 | —             | Green Mother's Club OST          |
| "—" significa que no entró en listas.                                             |      |               |                                  |

### Recopilaciones
| Título                                                                                | Año  | Clasificación | Álbum                                                                         |
| Título                                                                                | Año  | KOR           | Álbum                                                                         |
| ------------------------------------------------------------------------------------- | ---- | ------------- | ----------------------------------------------------------------------------- |
| "Our night is more beautiful than your day" (우리의 밤은 당신의 낮보다 아름답다)      | 2012 | —             | 'I'm a Singer 2' Group B Contest on May 13th - Recommended songs for netizens |
| "While Living Live" (사노라면)                                                        | 2012 | —             | `I am a singer 2` May 20 - Farewell Singer Exhibition                         |
| "Sparks (original singer Youngrok Jeon)" (불티 (원곡가수 전영록))                     | 2012 | —             | 'I'm a Singer 2' Group B contest on June 10                                   |
| "To me (original song singer Jang Hye-jin)" (내게로 (원곡가수 장혜진))                | 2012 | —             | `I am a singer 2` June 17 - Farewell Singer Exhibition                        |
| "Calling You (Jevetta Steele)"                                                        | 2012 | —             | 'I'm a Singer 2' Group A contest in July                                      |
| "The shade of parting (original song singer Yoon Sang)" (이별의 그늘 (원곡가수 윤상)) | 2012 | —             | 'I am a singer 2' July Farewell Singer                                        |
| "I Loved a Friend's Friend" (친구의 친구를 사랑했네)                                  | 2013 | —             | Immortal Songs: Singing the Legend (Lee Seung-chul Part 2)                    |
| "Let's Dance the Cha Cha Cha" (다함께 차차차)                                         | 2013 | —             | Immortal Songs: Singing the Legend (Seol Woon-do Part 2)                      |
| "Truth about Love" (사랑의 진실)                                                      | 2013 | —             | Immortal Songs: Singing the Legend (Onions)                                   |
| "Sorrowful Serenade" (애수의 소야곡)                                                  | 2014 | —             | Immortal Songs: Singing the Legend (Park Si-chun)                             |
| "Uphill Road" (오르막길) con Sweet Sorrow                                             | 2015 | —             | I'm a Singer Season 3 Episode 6 'Duet Mission'                                |
| "The Passing of Time" (가는 세월)                                                     | 2015 | —             | Immortal Songs: Singing the Legend (Seo Yoo-seok)                             |
| "Mine" (나만의 것) feat. Miwoo                                                        | 2015 | —             | Immortal Songs: Singing the Legend (Lyricist Kim Sung-on)                     |
| "Even If A Memorable Day Comes" (기억날 그 날이 와도)                                 | 2016 | —             | Immortal Songs: Singing the Legend (Oh Tae-ho)                                |
| "Ah-Choo" (아츄)                                                                      | 2016 | —             | Vocal War: God's Voice Part 3                                                 |
| "Western Sky" (사쪽 하늘) feat. Lee Seung-chul                                        | 2016 | —             | Immortal Songs: Singing the Legend (Legendary harmony with Lee Seung-chul)    |
| "Passionate Goodbye" (뜨거운 안녕)                                                    | 2016 | —             | Vocal War: God's Voice Part 11                                                |
| "No.1"                                                                                | 2016 | —             | Vocal War: God's Voice Part 13                                                |
| "You Are Tearful" (그대는 눈물겹다) con Choi Hyo-in                                   | 2016 | —             | Duet Song Festival 15th                                                       |
| "Call My Name" con Gummy & Ailee                                                      | 2017 | —             | The Call Project 4                                                            |
| "Remember" among The Call artists                                                     | 2017 | —             | The Call Final Project                                                        |
| "Hot Friend" con Gummy                                                                | 2017 | —             | The Call Final Project                                                        |
| "—" señala que no entró en listas.                                                    |      |               |                                                                               |

### Programas de música
| Año  | Fecha      | Tema musical            | Ref.   |
| ---- | ---------- | ----------------------- | ------ |
| 2014 | 7 de junio | "Your Scent" (con Gary) | [ 16 ] |

## Premios
- Cyworld Premios de Música digital (2009) - Premio de Colaboración.